# قدرت و جلال (فیلم ۱۹۴۱)
«قدرت و جلال» (انگلیسی: The Power and the Glory (1941 film)) یک فیلم است که در سال ۱۹۴۱ منتشر شد. از بازیگران آن می‌توان به پیتر فینچ اشاره کرد.